# Aleksandr Andrijevskij
Aleksandr Andrijevskij (russisk: Александр Николаевич Андриевский) (født 11. februar 1899 i Sankt Petersborg i det Russiske Kejserrige, død 11. september 1983 i Moskva i Sovjetunionen) var en sovjetisk filminstruktør og manuskriptforfatter.

## Filmografi
- En sensations død (Гибель сенсации, 1935)[1][2]
- Robinson Crusoe) (Робинзон Крузо, 1947)